# Naomi Tani
Naomi Tani es una actriz japonesa reconocida por su participación en la serie de películas para adultos de la compañía cinematográfica Nikkatsu durante la década de 1970. Durante su carrera cinematográfica se especializó en realizar papeles con un sadomasoquismo predominante.

## Biografía

### Primeros años
Naomi Tani nació el 20 de octubre de 1948 en Fukuoka y se mudó a Tokio a la edad de 18 años. Después de su llegada a Tokio, posó para una reconocida revista llamada Shukan Taishu. Tras este hecho Naomi empezó a recibir ofertas para interpretar papeles en películas pornográficas de bajo presupuesto e independientes que dominaban el cine nacional japonés en ese momento. Su debut se dio en la película Special de 1967. Adoptó el nombre de "Tani" del novelista Jun'ichirō Tanizaki y "Naomi" del personaje central en su importante obra A Fool's Love.

### Nikkatsu
A lo largo de la década de 1960, las películas eróticas habían sido producidas en Japón por pequeños estudios independientes. Sin embargo, en 1971, Nikkatsu, el estudio cinematográfico más antiguo del país, ingresó en el mercado del cine erótico con su serie de alto presupuesto y calidad Roman Porno. Además de aparecer en el primer experimento de Nikkatsu en la película rosa en 1968, Tokyo Bathhouse, que presentó a más de 30 estrellas del cine erótico en cameos, el debut oficial de Tani para la compañía Nikkatsu fue un papel menor de enfermera en Sensuous Beasts (1972). A diferencia de sus papeles protagónicos para estudios más pequeños, ella desempeñó un papel secundario en esta película. La actriz prefirió continuar realizando papeles protagónicos para estudios de bajo presupuesto, negándose a participar en otra producción de Nikkatsu en ese momento.
Tani fue convencida más tarde de trabajar con Nikkatsu, pero la actriz puso la condición de que su primera película se basara en la novela de Oniroku Dan, Flower and Snake. Dirigida por Masaru Konuma, esta película de 1974 se convirtió en un gran éxito para Nikkatsu, estableciendo el género del sadomasoquismo en su franquicia, que continuaría siendo rentable para el estudio a lo largo de la década de 1970 y principios de la de 1980.
La siguiente película de Tani para Nikkatsu fue Wife to be Sacrificed (1974), también dirigida por Konuma. Se convirtió en un éxito aún mayor que Flower and Snake, y una de las producciones más rentables para Nikkatsu. La actriz que acompañó a Tani en Wife to be Sacrificed, Terumi Azuma, aparecería nuevamente junto a ella en la película de 1975 Cruelty: Black Rose Torture. Su asociación continuó en varias películas hasta que Azuma comenzó a protagonizar sus propias cintas en 1976. En la película In the Realm of Sex de 1977, Tani aparece como ella misma, siendo acosada por un fanático pervertido que desea realizar una sesión de sadomasoquismo con ella. Tani logra revertir los roles atando y torturando al fanático en su lugar.
Además de Konuma, Tani trabajó para muchos de los directores de cine erótico más importantes mientras estuvo en Nikkatsu. Uno de esos directores, Yasuharu Hasebe, comentó: "Lamento haber trabajado una sola vez con ella ... una escena muy corta en un invernadero en la película Rape. El segmento fue lo suficientemente largo para que ella fuera atacada por el violador" Tani protagonizó las películas Fascination: Portrait of a Lady (1977), Rope Hell (1978) y Fairy in a Cage (1977) del director Kōyū Ohara. En esta última película Tani interpretó el papel de una adinerada mujer de negocios que es torturada por el sádico capitán de la rama de inquisición de los militares japoneses durante la Segunda Guerra Mundial.
La película Lady Black Rose del director Shōgorō Nishimura de 1978 contenía dos escenas famosas que a menudo se mencionan como perfectos ejemplos del género sadomasoquista. En una de ellas se introducen galones de agua en la boca de Tani a través de un embudo, mientras se puede ver su estómago inflamándose. Tani señala que escenas como estas a menudo eran trucos, aunque no se involucraron efectos especiales. En la otra escena, galones de brandy se vierten de manera similar en la vagina de Tani, mientras que su cuerpo se puede ver enrojeciendo. Poco después, el mismo director Nishimura dirigió la película Dan Oniroku: Nawa-geshô (1978), en la que una mujer, interpretada por Tani, asiste a unas clases para convertirse en una perfecta mujer-perro. La última película de Tani, Cuerda y piel (1979) también fue dirigida por Nishimura, una vez más basada en una novela de Oniroku Dan. Al tratarse de la despedida de la pantalla para Tani, Nikkatsu le dio a esta obra un gran presupuesto.

## Filmografía seleccionada
- Special (1967) (debut actoral)
- Bed Dance (1967)
- Cruel Map of Women's Bodies (1967)
- Memoirs of Modern Love: Curious Age (1967)
- Slave Widow (1967)
- Flower and Snake (1974)
- Wife to be Sacrificed (1974)
- Cruelty: Black Rose Torture (1975)
- Oryu's Passion: Bondage Skin (1975)
- Newlywed Hell (1975)
- Lady Moonflower (1976)
- Fascination: Portrait of a Lady (1977)
- Fairy in a Cage (1977)
- Female Convict 101: Suck (1977)
- Lady Black Rose (1978)
- Rope Cosmetology (1978)
- Rope Hell (1978)
- Rope and Skin (1979) (última actuación)
- Sadistic and Masochistic (2000) (documental)